# Ina de Vries-van der Lichte
Catharina (Ina) de Vries-van der Lichte (Amsterdam, 16 december 1922 – Amstelveen, 18 november 1991) was een Nederlandse schrijfster van protestants-christelijke jeugdliteratuur en romans voor volwassenen. Haar werk kenmerkt zich door toegankelijk taalgebruik, een sterke religieuze ondertoon en een sociaal-maatschappelijk engagement, met bijzondere aandacht voor thema’s als zorg, opvoeding en het leven met een lichamelijke beperking.

## Leven en werk
Ina de Vries-van der Lichte werd in Amsterdam geboren als dochter van Johannes Hendrik van der Lichte, hoofdopzichter bij Publieke Werken, en Geertruida Catharina Offenberg. Haar vader schreef enkele protestants-christelijke boeken. In de vroege jaren veertig volgde zij de kweekschool, waar zij zowel de akte lager onderwijs als de hoofdakte behaalde. Tot haar huwelijk in 1949 met Willem de Vries, leraar Nederlands, was zij werkzaam als onderwijzeres. Het echtpaar kreeg twee dochters.
Vanaf jonge leeftijd schreef zij verhalen. Deze werden door haar echtgenoot ontdekt, die haar aanmoedigde een manuscript op te sturen naar een uitgeverij. Dit resulteerde in haar literaire debuut in 1951 met het kinderboek Josje en Jaapje. De Vries-van der Lichte sloot zich aan bij het Schrijverskontakt, een vereniging van christelijke auteurs.

### Thematiek
Haar oeuvre begon met zondagsschoolboekjes voor jonge kinderen, waarin huiselijke situaties en zorgzaamheid centraal staan. In latere jaren schreef ze ook meisjesromans en romans voor volwassenen. Haar werk is gebaseerd op protestants-christelijke waarden. De vertelstijl is eenvoudig en rijk aan dialoog, waarbij veel aandacht is voor de innerlijke belevingswereld van de hoofdpersonages. In romans als Door de open poort (1959) en Uit het nest gestoten (1964) worden jonge vrouwen gevolgd bij hun eerste werkervaringen en emotionele verwikkelingen. De Vries-van der Lichte verwerkte ook eigentijdse maatschappelijke thema’s in haar werk. Redders op zee (1991) behandelt de situatie van Vietnamese bootvluchtelingen, terwijl het postuum verschenen Het park van Mark (1993) over milieuproblematiek gaat.

### Aandacht voor handicap
Grote bekendheid verwierf De Vries-van der Lichte met boeken over kinderen met een lichamelijke beperking, waaronder Als je niet kijken kunt (1977), Als je niet horen kunt (1977), en Als je niet lopen kunt (1979). Voor het tweede boek deed ze onder meer onderzoek op doveninstituut Effatha. De verhalen behandelen thema’s als afhankelijkheid, communicatie en acceptatie.
Ina de Vries-van der Lichte overleed na een ziekbed in 1991 in Amstelveen. Ze werd begraven op Zorgvlied in Amsterdam.

## Onderscheiding
- Eremedaille in goud verbonden aan de Orde van Oranje-Nassau (KB 1 april 1988, nr. 14)[8]

- International Standard Name Identifier: 0000 0000 6445 4862
- Nederlandse Thesaurus van Auteursnamen: 071592709
- Virtual International Authority File: 5463164